# Штутгартська міська бібліотека
Штутгартська міська бібліотека (нім. Stadtbibliothek Stuttgart, раніше нім. Stadtbücherei Stuttgart) — публічна бібліотека, розташована в місті Штутгарті (Баден-Вюртемберг); була заснована у червні 1901 року та відкрилася у приміщеннях колишніх казарм 19 листопада 1901 року. Постраждала від фінансових труднощів у період після Першої світової війни: з 1922 до 1927 року адміністрації довелося закрити читальний зал. У 1965 році центральний офіс бібліотеки переїхав до палацу Вільгельмспале, який був відремонтований у 1960-х роках; 2011 року переїхала до сучасної будівлі «Stadtbibliothek am Mailänder Platz». 2013 року отримала нагороду «Бібліотека року» від німецької асоціації «Deutscher Bibliotheksverband».

## Історія
Історія міської бібліотеки в Штутгарті розпочалася 9 червня 1901 року, коли асоціація «Народної бібліотеки» (Volksbibliothek Stuttgart) видала свій статут; 19 листопада того ж року публічна бібліотека змогла зайняти колишню будівлю казарм. У період Першої світової війни нова бібліотека швидко розвивалася. У післявоєнний період у неї виникли фінансові труднощі, через які з 1922 до 1927 року було закрито її читальний зал.

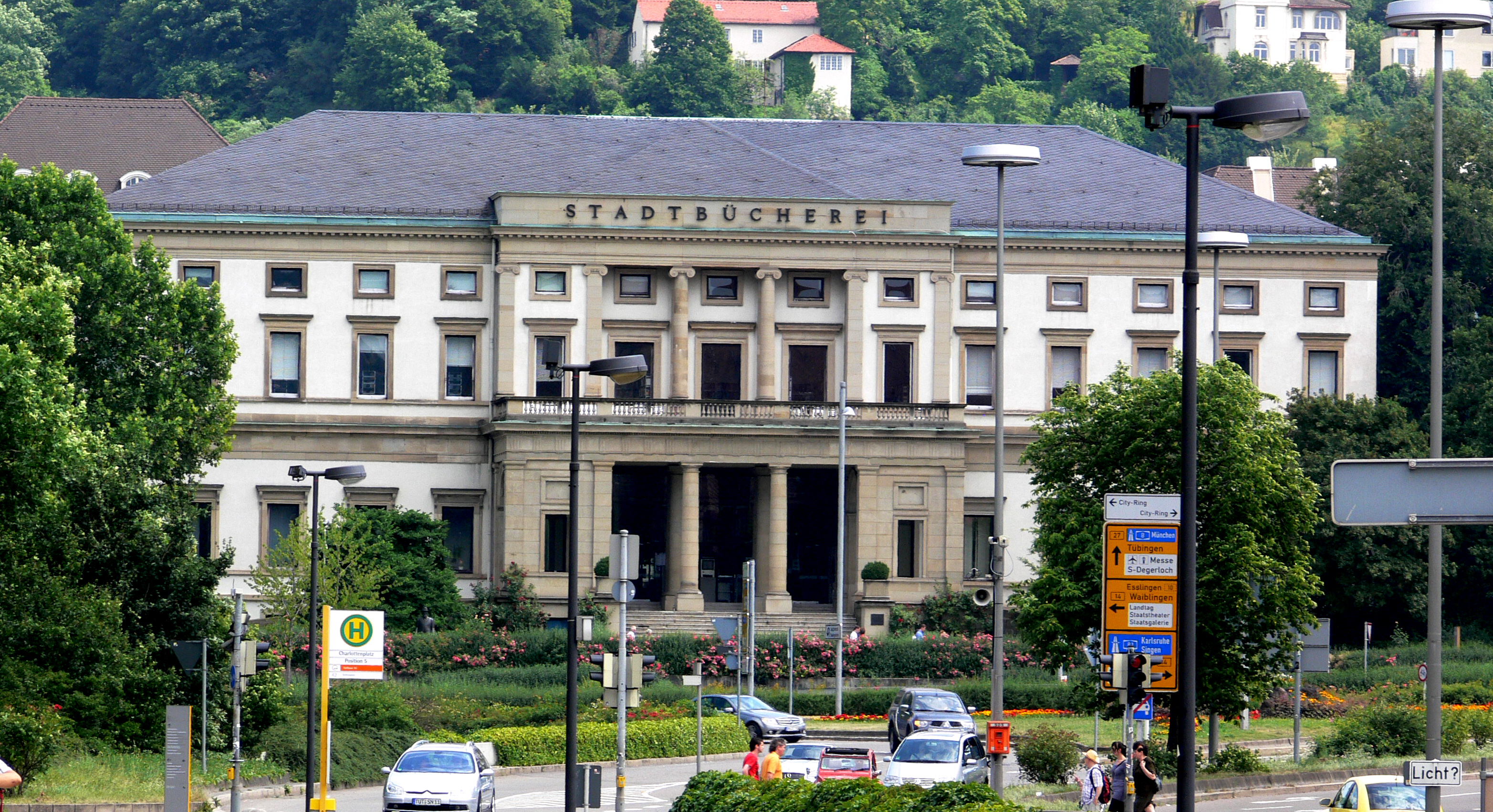
Колишня будівля центральної бібліотеки Wilhelmspalais (2010)

1965 року центральне відділення Штутгартської міської бібліотеки переїхало до палацу «Вільгельмспале» (Wilhelmspalais), який був відремонтований на початку 1960-х років. Вже в XXI столітті міська бібліотека постраждала від заходів «жорсткої економії», вжитих міською радою Штутгарта у бюджеті на 2010/2011 фінансовий рік: у 2011 році бібліотечній адміністрації довелося закрити медіатеку, а філія бібліотеки у будівлі міської ратуші також була повністю закрита.
У жовтні 2011 року центральна філія переїхала в нещодавно збудовану будівлю «Stadtbibliothek am Mailänder Platz», спроєктовану корейським архітектором Ин Йон Ї (Eun Young Yi) на місці колишньої товарної залізничної станції. Рішення про будівництво бібліотечної будівлі «Bibliothek 21» було ухвалено місцевою радою наприкінці 1997 року; будівництво, передбачалося завершити 2002 року. Рішення було підтверджено в 1998 році, після чого міська влада та компанія «Deutsche Bahn Immobiliengesellschaft» (DBimm) оголосили відкритий архітектурний конкурс, в якому взяли участь 235 архітектурних бюро. Проєкти оцінювало журі із 36 осіб.
Реалізація проєкту була відкладена через складнощі з обраним місцем: детальний аналіз проєкту розпочався лише у 2003 році, оскільки було виявлено недостатню стійкість ґрунту; ескізне проєктування було завершено у серпні 2005 року. Заявку на будівництво було подано у листопаді 2006 року, а перший камінь у фундамент було закладено лише 5 червня 2009 року. Після церемонії відкриття кольорова гама будівлі зазнали критики з боку городян і влади: вона була темнішою, ніж передбачалося — будівельній компанії було запропоновано власним коштом нанести на фасад водовідштовхувальний шар вищої яскравості. У 2013 році бібліотека отримала нагороду «Бібліотека року» (Bibliothek des Jahres 2013), від німецької асоціації «Deutscher Bibliotheksverband» — і премію в 30 000 євро.